# Prodidomus chaperi
Prodidomus chaperi là một loài nhện trong họ Gnaphosidae.
Loài này thuộc chi Prodidomus. Prodidomus chaperi được Eugène Simon miêu tả năm 1884.